# جریان خون مغزی
گردش خون مغزی حرکت خون از طریق شبکه شریان‌های مغزی و رگ‌های تأمین کننده مغز است. میزان جریان خون مغزی در بزرگسالان به‌طور معمول ۷۵۰ میلی لیتر در دقیقه است، که معادل ۱۵٪ برون ده قلبی می‌باشد. شریان‌ها خون حاوی اکسیژن، گلوکز و سایر مواد مغذی را به مغز تحویل می‌دهند و سیاهرگ‌ها خون دی‌اکسید شده را به قلب بازمی‌گردانند و دی‌اکسید کربن، اسید لاکتیک و سایر محصولات متابولیک را از بین می‌برند.
از آنجا که مغز در برابر تغییرات موجود در تأمین خون خود بسیار آسیب‌پذیر است، سیستم گردش خون دارای تدابیر حفاظتی زیادی از جمله خودتنظیمی رگ‌های خونی است و شکست این تدابیر می‌تواند منجر به سکته مغزی شود. مقدار خونی که توسط گردش خون مغزی حمل می‌شود جریان خون مغزی نام دارد. شتاب‌های شدید ناگهانی نیروهای گرانشی درک شده توسط بدن را تغییر می‌دهند و می‌توانند گردش خون مغزی و عملکردهای طبیعی بدن را به شدت مختل کنند تا جایی که شرایط زندگی را به‌طور جدی مورد تهدید قرار دهند.
توضیحات زیر بر اساس گردش خون مغزی ایده‌آل است. الگوی گردش و نامگذاری آن بین ارگانیسم‌های مختلف متفاوت می‌باشد.

## آناتومی

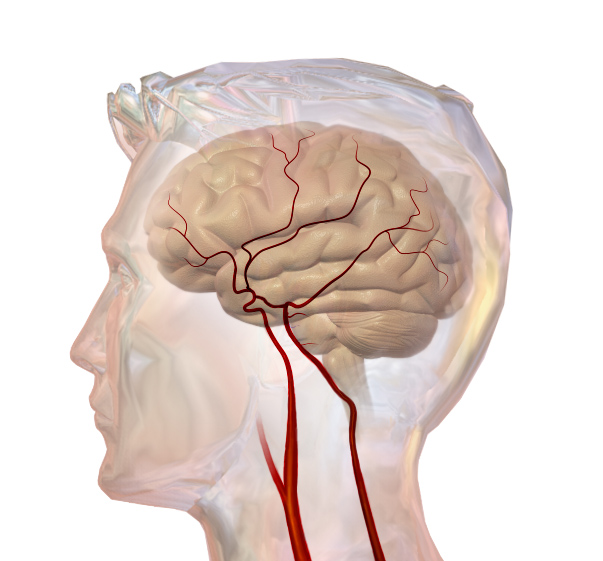
دستگاه جریان خون مغری

### خون‌رسانی
سیستم خون‌رسانی به مغز با توجه به شریان‌های مختلفی که مغز را تأمین می‌کنند به‌طور معمول به دو بخش قدامی و خلفی تقسیم می‌شود. دو جفت شریان اصلی، شریان‌های داخلی کاروتید (تأمین کننده بخش قدامی مغز) و شریان‌های مهره‌ای (تأمین کننده ساقه مغز و بخش خلفی مغز) هستند.
سیستم‌های گردش خون قدامی و خلفی مغز از طریق شریان‌های ارتباطی خلفی دو طرفه به هم مرتبط می‌شوند. آن‌ها بخشی از حلقه ویلیس که گردش خون پشتیبانی از مغز را فراهم می‌کند هستند. در صورت انسداد یکی از شریان‌ها، دایره ویلیس اتصال‌هایی بین گردش خون قدامی و گردش خون خلفی در راستای کف طاق مغزی فراهم می‌کند، و خون را به بافت‌هایی می‌دهد که در غیر این‌صورت ایسکمی می‌شوند.

#### گردش خون قدامی مغزی

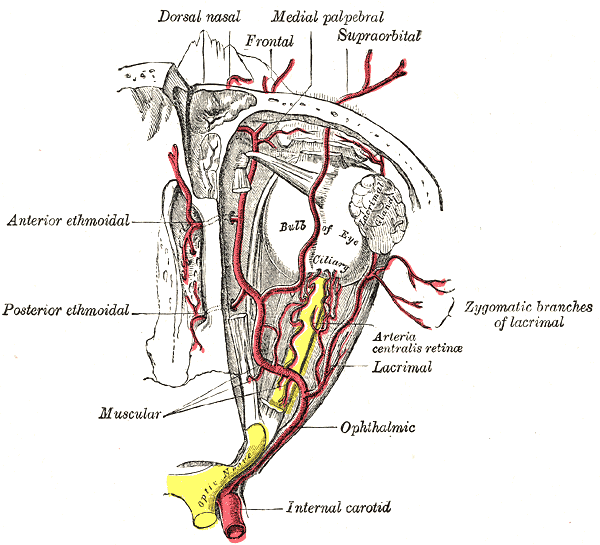
شریان چشمی و مویرگ‌های آن.

گردش خون قدامی مغزی خون‌رسانی به قسمت قدامی مغز از جمله چشمها را به عهده دارد، که توسط شریان‌های زیر فراهم می‌شود:
- شریان‌های کاروتید درونی: این شریان‌های بزرگ از جمله انشعابات میانی شریان‌های کاروتید مشترک هستند که برخلاف انشعابات کاروتید خارجی که بافت‌های صورت را خون‌رسانی می‌کنند، وارد جمجمه می‌شوند. شریان کاروتید داخلی به شریان مغزی قدامی منشعب شده و تا شکل‌دادن شریان مغزی میانی ادامه میابد.
- شریان مغزی قدامی (ACA)
  - شریان ارتباطی قدامی: هر دو شریان مغزی قدامی، در داخل و در امتداد کف طاق مغزی را به هم وصل می‌کند.
- شریان مغزی میانی (MCA)

#### گردش خون خلفی

در این تصویر گردش خون قدامی و خلفی در دایره ویلیس، که در بالای ساقه مغز قرار دارد، به هم می‌رسند.

گردش خون خلفی مغزی عبارت است از خون‌رسانی به قسمت خلفی مغز، از جمله لوب پس سری، مخچه و ساقه مغز که توسط شریان‌های زیر تهیه می‌شود:
- شریان‌های مهره‌ای: این شریان‌ها از شریان‌های زیرترقوه‌ای منشعب می‌شوند که در درجه اول شانه‌ها، اطراف قفسه سینه و بازوها را خون‌رسانی می‌کنند. در داخل جمجمه، دو شریان مهره‌ای به شریان قاعده‌ای می‌پیوندند.
  - شریان مخچه تحتانی خلفی (PICA)
- شریان قاعده‌ای: مغز میانی، مخچه و معمولاً انشعابات مغزی خلفی را خون‌رسانی می‌کند.
  - شریان مخچه قدامی تحتانی (AICA)
  - انشعابات پونتین
  - شریان فوقانی مخچه (SCA)
- شریان مغزی خلفی (PCA)
- شریان ارتباطی خلفی

### تخلیه وریدی
تخلیه وریدی مغز را می‌توان به دو زیربخش تقسیم کرد: سطحی و عمیق.
سیستم سطحی از سینوس‌های سیاهرگی سخت‌شامه تشکیل شده‌است که دارای دیواره‌هایی هستند که بر خلاف یک ورید معمولی متشکل از ماده سخت‌شامه است؛ بنابراین سینوس‌های سخت‌شامه‌ای در سطح مغز قرار دارند. برجسته‌ترین این سینوس‌ها سینوس ساژیتال فوقانی است که در صفحه ساژیتال تحت خط میانی طاق مغزی، به صورت خلفی و تحتانی از محل تلاقی سینوس‌ها، جایی که تخلیه سطحی با سینوس‌هایی که در درجه اول سیستم وریدی عمقی را تخلیه می‌کنند، جریان دارد. از اینجا، دو سینوس عرضی شکافته می‌شوند و به صورت جانبی و رو به پایین در یک منحنی S شکل می‌روند که سینوس‌های سیگموئیدی را تشکیل می‌دهند که به شکل دو ورید ژوگولار شکل می‌گیرند. در گردن، ورید ژوگولار با روند صعودی شریان‌های کاروتید موازی شده و خون را به داخلبزرگ‌سیاهرگ زیرین تخلیه می‌کند.
تخلیه عمیق وریدی در درجه اول از رگ‌های معمولی در داخل ساختارهای عمیق مغز، که در پشت مغز میانی می‌پیوندند تا رگ گالن شکل گیرد، تشکیل شده‌است. این رگ با سینوس ساژیتال تحتانی در هم می‌آمیزد تا سینوس مستقیم تشکیل شود و سپس به سیستم وریدی سطحی که در بالا ذکر شد در محل تلاقی سینوس‌ها، می‌پیوندد.

## فیزیولوژی
جریان خون مغزی (CBF) خون‌رسانی به مغز در یک بازهٔ زمانی است. در بزرگسالان، CBF به‌طور معمول ۷۵۰ میلی‌لیتر در دقیقه یا ۱۵٪ از برون ده قلبی است. این معادل با یک پرفیوژن متوسط ۵۰ تا ۵۴ میلی‌لیتر خون در ۱۰۰ گرم بافت مغزی در دقیقه است. CBF به سختی تنظیم می‌شود تا خواسته‌های متابولیکی مغز را برآورده کند. جریان خون بیش از حد (یک وضعیت شناخته شده به عنوان hyperemia) می‌تواند باعث افزایش فشار داخل جمجمه (ICP) شود، که این امر بافت ظریف مغز را فشرده کرده و آسیب می‌زند. اگر جریان خون به مغز کمتر از ۱۸ تا ۲۰ میلی‌لیتر در ۱۰۰ گرم در دقیقه باشد، جریان خون بسیار کم (ایسکمی) است و با افت جریان به زیر ۸ تا ۱۰ میلی‌لیتر در ۱۰۰ گرم در دقیقه، مرگ بافت رخ می‌دهد. در بافت مغز، یک آبشار هورمونی معروف به آبشار ایسکمیک وقتی بافت ایسکمیک می‌شود، ایجاد می‌شود و به‌طور بالقوه باعث آسیب و مرگ یاخته‌های عصبی می‌گردد. متخصصان پزشکی باید برای حفظ CBF مناسب در بیمارانی که شرایطی مانند شوک، سکته مغزی، ادم مغزی و ضربه مغزی دارند، اقدام کنند.
جریان خون مغزی توسط عوامل مختلفی از جمله ویسکوزیته خون، قطر رگ‌های خونی و فشار خالص جریان خون به مغز معروف به فشار پرفیوژن مغزی مشخص می‌شود که با فشار خون بدن تعیین می‌گردد. فشار پرفیوژن مغزی (CPP) به عنوان میانگین فشار شریانی (MAP) منهای فشار داخل جمجمه (ICP) تعریف می‌شود. این فشار در افراد عادی باید بالای ۵۰ میلی‌متر جیوه باشد. فشار داخل جمجمه نباید بیش از ۱۵ میلی‌متر جیوه باشد (ICP 20 میلی‌متر جیوه به عنوان فشار بالای خون داخل جمجمه در نظر گرفته می‌شود).) رگ‌های خونی مغزی با تغییر قطرهای خود در فرایندی به نام اتورژولاسیون قادرند جریان خون خود را تغییر دهند؛ وقتی فشار خون سیستمیک بالا می‌رود، منقبض شده و هنگامی که فشار خون کاهش می‌یابد، گشاد می‌شوند. شریان‌ها همچنین در پاسخ به غلظت‌های مختلف شیمیایی منقبض و منبسط می‌شوند. به عنوان مثال، آن‌ها در پاسخ به سطح بالای دی‌اکسید کربن در خون گشاد و در سطح پایین دی‌اکسید کربن تنگ می‌شوند.
به عنوان مثال، فردی را با فشار جزئی دی‌اکسید کربن سرخرگی (PaCO2) در ۴۰ میلی‌متر جیوه (دامنه طبیعی ۳۸–۴۲ میلی‌متر جیوه) و CBF 50 میلی‌لیتر در ۱۰۰ گرم در دقیقه در نظر بگیرید. اگر PaCO2 به ۳۰ میلی‌متر جیوه کاهش یابد، که نشان دهنده کاهش ۱۰ میلی‌متر جیوه از مقدار اولیه PaCO2 است؛ در نتیجه، CBF به ازای هر میلی‌متر جیوه کاهش در PaCO2 به میزان ۱ میلی‌لیتر در ۱۰۰ گرم در دقیقه کاهش می‌یابد، در نتیجه یک CBF جدید ۴۰ میلی‌لیتر در ۱۰۰ گرم بافت مغزی در دقیقه ایجاد می‌شود. در حقیقت، برای هر ۱ میلی‌متر جیوه افزایش یا کاهش در PaCO2، در محدوده ۲۰–۶۰ میلی‌متر جیوه، یک تغییر CBF مربوطه در همان جهت به میزان تقریباً ۱ تا ۲ میلی‌لیتر در ۱۰۰ گرم در دقیقه یا ۲–۵ درصد از مقدار CBF وجود دارد. به همین دلیل است که تغییرات کوچک در الگوی تنفس می‌تواند باعث ایجاد تغییرات قابل توجهی در CBF سراسری به خصوص از طریق تغییرات PaCO2 شود.
CBF برابر است با فشار پرفیوژن مغزی (CPP) تقسیم بر مقاومت عروق مغزی (CVR):
CBF = CPP / CVR
کنترل CBF از نظر عوامل مؤثر بر CPP و عوامل مؤثر بر CVR در نظر گرفته می‌شود. CVR توسط چهار مکانیسم اصلی کنترل می‌شود:
1. کنترل متابولیک (یا "خودتنظیمی متابولیکی")
2. فشار خودتنظیمی
3. کنترل شیمیایی (توسط فشار شریانی PCO2 و Po2)
4. کنترل عصبی

### نقش فشار داخل جمجمه
افزایش فشار داخل جمجمه (ICP) باعث کاهش پرفیوژن خون سلول‌های مغزی توسط دو مکانیسم می‌شود:
- افزایش ICP باعث افزایش فشار هیدرواستاتیک بینابینی که به نوبه خود باعث کاهش نیروی محرکه برای تصفیه مویرگی از رگ‌های خونی داخل مغزی می‌شود، می‌گردد.
- افزایش ICP شریان‌های مغزی را فشرده کرده و باعث افزایش مقاومت عروق مغزی (CVR) می‌شود.

### فشار پرفیوژن مغزی
فشار پرفیوژن مغزی یا CPP، گرادیان فشار خالص است که باعث جریان خون مغزی (پرفیوژن مغز) می‌شود. این مقدار باید در محدوده کوچکی حفظ شود زیرا فشار بسیار کم باعث ایسکمیک (نداشتن جریان خون کافی) شدن بافت مغز شده، و بیش از حد زیاد نیز می‌تواند فشار داخل جمجمه را بالا ببرد (ICP).

### تصویربرداری
نشانه‌گذاری اسپین شریانی و برش‌نگاری انتشار پوزیترون تکنیک‌های تصویربرداری عصبی هستند که می‌توانند برای اندازه‌گیری CBF استفاده شوند. این تکنیک‌ها همچنین برای اندازه‌گیری CBF ناحیه‌ای (rCBF) در یک منطقه خاص مغز استفاده می‌شوند. rCBF در یک مکان می‌تواند با انتشار حرارتی در طول زمان اندازه‌گیری شود.